# Charles Orlanducci
Charles Orlanducci (Vescovato, 28 de outubro de 1951) é um ex-futebolista francês que atuava como defensor. É considerado um dos maiores jogadores da história do Bastia, clube que defendeu entre 1969 e 1987.
Um dos mais importantes zagueiros franceses de sua geração, devido à sua bravura em campo, Orlanducci dedicou praticamente toda sua carreira ao Bastia, onde chegou em 1969, com apenas 17 anos. Durante o período em que prestou serviço militar, foi emprestado ao Red Star Saint Ouen entre 1971 e 1972, atuando em 24 partidas.
Voltaria ao Bastia ainda em 1972 e não saiu mais do clube, se aposentando dos gramados em 1987, aos 36 anos. Sua lealdade ao Bastia era tanta que ele pagou as dívidas do Bastia em 1986, quando o clube estava quebrado financeiramente.
Sem ter seguido carreira de treinador, Orlanducci foi nomeado presidente do Conselho de Supervisão da equipe. Em maio de 2010, apresentou sua renúncia à presidência do Bastia, mas tal decisão teria que ser aprovada em uma eventual reunião do Conselho de Supervisão. Atualmente, cuida de seus negócios em Vescovato, sua cidade natal.

## Seleção
Orlanducci defendeu a Seleção Francesa de Futebol em apenas uma partida, em 1975, contra a Bélgica.